# Mitwitz
Mitwitz er en købstad (markt) i Landkreis Kronach i Regierungsbezirk Oberfranken i den tyske delstat Bayern. Den er administrationsby for Verwaltungsgemeinschaft Mitwitz. Byen der også kaldes Tor zum Frankenwald (Porten til Frankenwald), ligger ved vejen mellem byerne Kronach og Coburg.
Frugtbare marker og udstrakte blandede skove, med floder og bakker præger kommunen, der ligger tæt på grænsen til Thüringen.

## Geografi
Mitwitz ligger ved floderne Steinach og Föritz.

### Inddeling
I kommunen ligger ud over Mitwitz landsbyerne:
- Burgstall
- Hof an der Steinach
- Horb an der Steinach
- Kaltenbrunn
- Leutendorf
- Neundorf
- Schwärzdorf
- Steinach an der Steinach